# Décès en 1300
Décès
- 1296
- 1297
- 1298
- 1299
- 1300
- 1301
- 1302
- 1303
- 1304

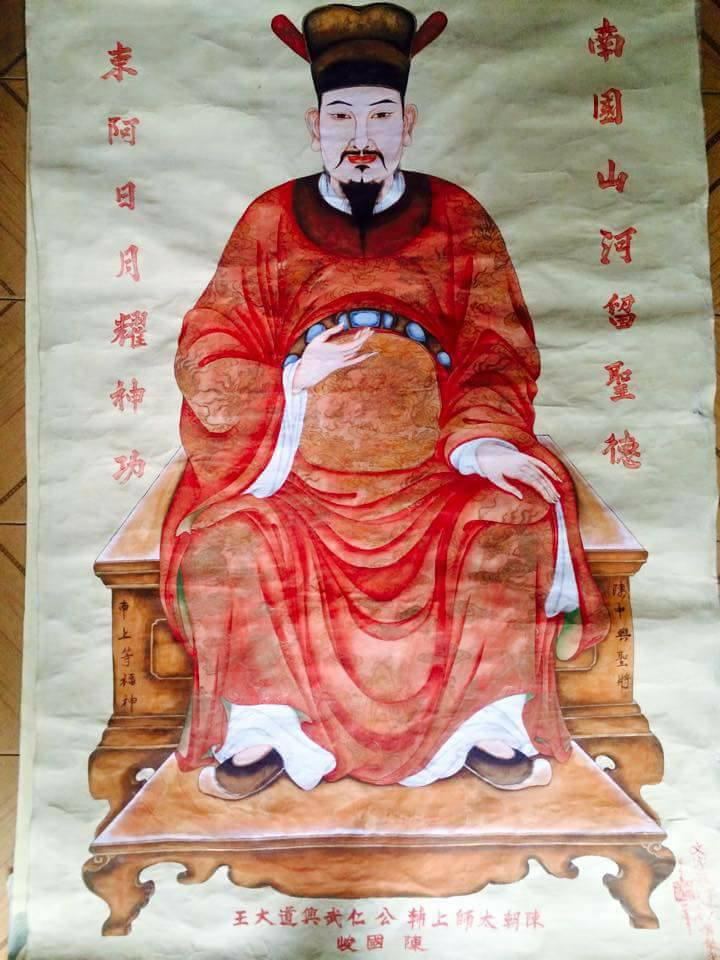
Trần Hưng Đạo, mort en 1300.

Cette page dresse une liste de personnalités mortes au cours de l'année 1300 :
- 14 janvier : Isabelle de Lusignan, dame de Beauvoir-sur-Mer et de Mercillac.
- 19 février : Muño de Zamora, frère dominicain espagnol, maître de l'ordre des Prêcheurs puis évêque de Palencia.
- 15 juillet : Henri Fleming, évêque de Varmie.
- 18 juillet : Gherardo Segarelli, prédicateur millénariste brûlé sur le bûcher comme hérétique.
- fin septembre : Edmond de Cornouailles, comte de Cornouailles.
- entre le 19 novembre et le 4 décembre : Albert III de Brandebourg, margrave de Brandebourg.
- décembre : Jean de Montfort-Castres, comte de Squillace, seigneur de la Ferté-Alais, de Bréthencourt, et de Castres-en-Albigeois.

- Bardellone Bonacossi, seigneur de la ville de Mantoue en Italie.
- Guido Cavalcanti,  poète florentin.
- Joachim III de Bulgarie (en), patriarche de Bulgarie.
- Jofre de Foixà, troubadour catalan de Foixà.
- Kangan Giin, disciple de Dōgen et le fondateur de l'école Higo du Bouddhisme Zen Sōtō.
- Khutulun, fille de Qaïdu et nièce de Kubilai Khan.
- Malise mac Gilleain (en)
- Jacques van Maerlant, écrivain flamand.
- Mesud Bey, avant-dernier représentant de la dynastie des Pervânes.
- Jeanne de Montfort de Chambéon, fille de Philippe II de Montfort-Castres et de Jeanne de Lévis-Mirepoix, seigneurs de Castres
- Guillaume de Nangis, moine bénédictin de l'abbaye Saint-Denis.
- Güneri de Karaman (en).
- Hermann VIII de Bade-Pforzheim, co-margrave de Bade-Pforzheim.
- Jean Ier de Nuremberg, burgrave de Nuremberg.
- Tommaso d'Ocre, cardinal italien.
- Qian Xuan, peintre chinois.
- Rukunuddin Kaikaus (en), sultan du Bengale.
- Sakoura, Mansa du Mali.
- Thibaud de Nanteuil, évêque de Beauvais.
- Trần Hưng Đạo, général vietnamien de la Dynastie Trần.
- Tzaka, tsar des Bulgares.
- Yolande d'Aragon, infante d'Aragon et reine consort de Castille.

## Crédit d'auteurs
- Cet article est partiellement ou en totalité issu de l'article intitulé « 1300 » (voir la liste des auteurs).